# Telkjärvi
Telkjärvi är en sjö vid finsk-ryska gränsen. Den finländska delen ligger i kommunen Villmanstrand i landskapet Södra Karelen i Finland. Sjön ligger 33,5 meter över havet. Arean är 68 hektar och strandlinjen är 7,77 kilometer lång. Sjön  ingår i Hounijokis huvudavrinningsområde.   Den ligger omkring 22 km söder om Villmanstrand och omkring 200 km öster om Helsingfors. 
Nordöst om Telkjärvi ligger Vainikkala. 